# André Senghor
André Senghor (Dakar, Senegal, 28 de enero de 1986), futbolista senegalés. Juega de delantero y su actual equipo es el Nei Mongol Zhongyou de la Primera Liga China.

## Selección nacional
Ha sido internacional con la Selección de fútbol de Senegal, ha jugado 8 partidos internacionales y ha anotado 1 gol.

## Clubes
| Club                | País                   | Año           |
| ------------------- | ---------------------- | ------------- |
| Al-Ain FC           | Emiratos Árabes Unidos | 2006-2007     |
| Al-Karamah          | Siria                  | 2007          |
| Raja Casablanca     | Marruecos              | 2008          |
| Al-Ain FC           | Emiratos Árabes Unidos | 2008-2009     |
| Baniyas SC          | Emiratos Árabes Unidos | 2009-2013     |
| Al-Wasl FC          | Emiratos Árabes Unidos | 2013          |
| Shenzhen FC         | China                  | 2015          |
| Nei Mongol Zhongyou | China                  | 2016-presente |